# نرتوس

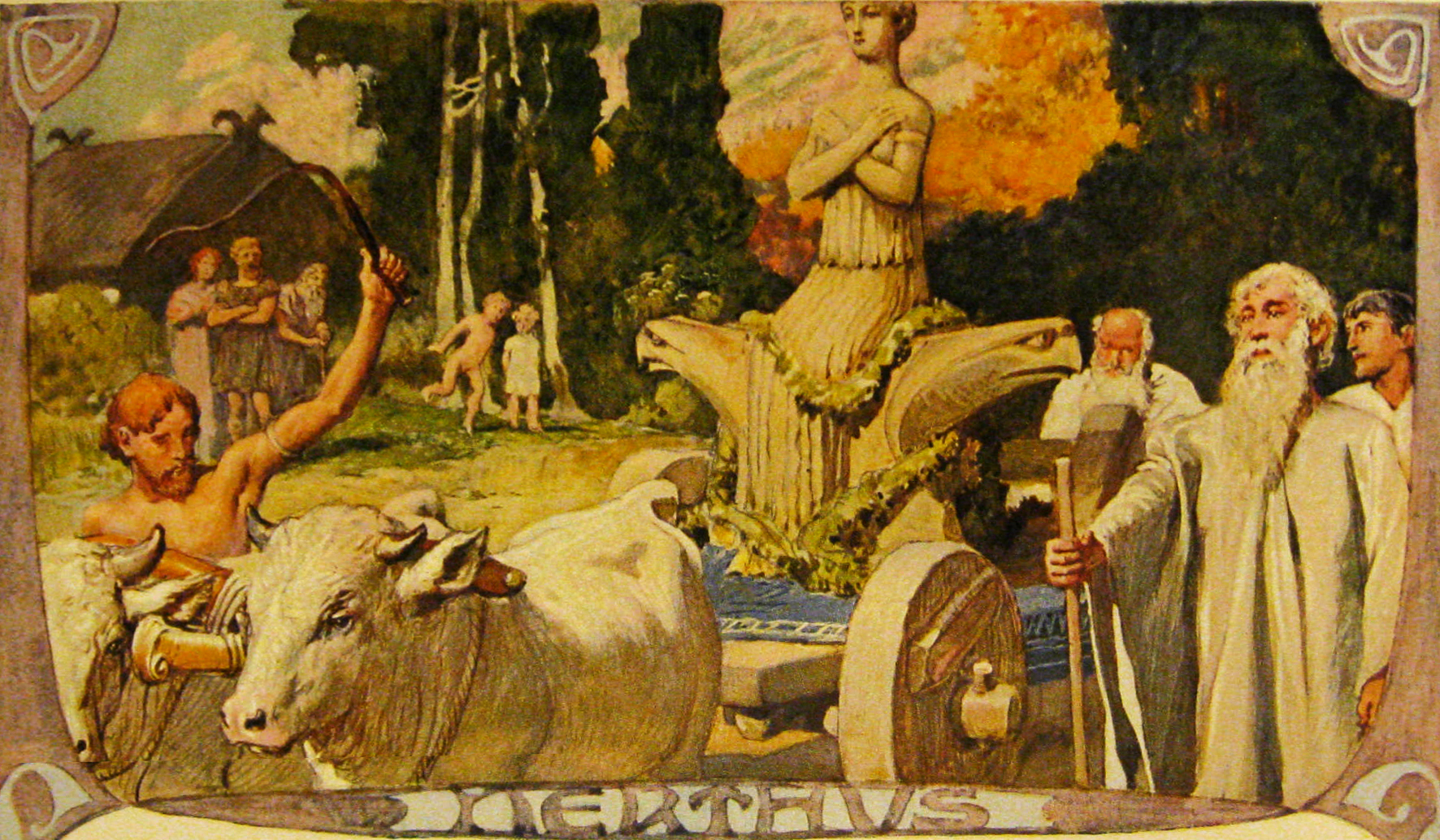
نرتوس سوار بر ارابه‌اش، اثر امیل دوپلر (۱۹۰۵).

نرتوس (به انگلیسی: Nerthus) در پاگانیسم ژرمنی، ایزدبانویی است که با یک مراسم گاری تشریفاتی مرتبط است. نرتوس توسط تاسیتوس مورخ رومی سدهٔ اول پس از میلاد در اثر قوم‌نگاری خود تحت نام ژرمنیا به‌ عنوان «مادر زمین» تأیید شده است.
در ژرمنیا، تاسیتوس ثبت می‌کند که گروهی از مردم ژرمنی به‌طور قابل ملاحظه‌ای از دیدگاه ستایش این الهه از یکدیگر متمایز بودند. تاسیتوس صفوف گاری را با برخی جزئیات توصیف می‌کند: گاری نرتوس در جزیره‌ای نامعلوم در «اقیانوس» یافت می‌شود، جایی که در بیشه‌ای مقدس نگهداری شده و با پارچه‌ای سفید پوشانده می‌شد. فقط کشیش قادر است آن را لمس کند. تاسیتوس درباره او چنین سخن گفته است؛ و او ایزدبانویی بود که تندیسش را در دانمارک پیرامون زمین‌های زراعتی می‌گردانیدند. تندیس این الهه را نرگاوی حمل می‌کرد و تنها کاهنان او حق دیدار وی را داشتند. در زمان سفر نرتوس در دانمارک، گاری هر جا که می‌رفت جشنی بزرگ برگزار می‌شد و به هنگام این جشن انجام خشونت و هرگونه نبرد ممنوع بود و تمام اجسام آهنی قفل می‌شدند. پس از پایان سفر، وقتی این الهه از معاشرت با انسان‌ها سیراب می‌شد، کشیش گاری و تندیس ایزدبانو را به «پرستشگاه» خود باز می‌گرداند و بردگان بر طبق آیین الهی آن را در دریاچه‌ای مقدس و دورافتاده شستشو می‌دادند. به گفتهٔ تاسیتوس، بردگانی را که آنان در این کار یاری می‌کردند بلافاصله در دریاچه غرق می‌کردند  تا رازآمیزی و تقدس این مراسم حفظ شود.